# Willy Wonka Was a Child Murderer
Willy Wonka Was a Child Murderer – EP-ka amerykańskiego rapera XXXTentacion wydana 28 kwietnia 2016 roku na Soundcloud.

## Tło
Willy Wonka's Was a Child Murderer zawiera drastyczną zmianę stylu XXXTentaciona. Składająca się z 4 utworów EPka zmienia się z klasycznego stylu agresywnego hip hopu nastawionego na punk rock na inspirowaną muzyką indie, metalem i rockiem. EP została wydana 28 kwietnia 2016 r.
W wywiadzie dla No Jumper XXXTentacion stwierdził, że chociaż dorastał słuchając głównie muzyki hip-hopowej, słuchał też zespołów metalowych i hardrockowych, takich jak Three Days Grace, The Fray i Papa Roach. Ujawnił również, że przez jakiś czas dużo słuchał Blood On The Dance Floor.
Utwory Valentine i King zostały później ponownie wydane na składance X'a Revenge (chociaż Valentine zostało później usunięty z powodu problemów z samplowaniem), podczas gdy utwór Never został wcześniej wydany na EPce The Fall z 2014 roku. Utwóry Willy Wonka Was a Child Murderer oraz Never pojawiły się na pośmiertnej kompilacji rapera; Look at Me: The Album który notowany był w wielu krajach ma listach przebojów a w USA zajął pozycję 17 na liście Billboard 200. Krążek pokrył się też srebrem w Wielkiej Brytanii a w Nowej Zelandii złotem.

## Lista utworów
1. Valentine – 2:32 (tekst: Jahseh Onfroy – muzyka: Mikey The Magician, XXXTentacion)
2. King – 1:53 (tekst: Jahseh Onfroy, King Yosef – muzyka: King Yosef)
3. Willy Wonka Was a Child Murderer – 1:48 (tekst: Jahseh Onfroy, King Yosef – muzyka: King Yosef)
4. Never – 3:40 (tekst: Jahseh Onfroy – muzyka: Aesthesys)